# Ronald Rauhe
Ronald Rauhe (n. 3 octombrie 1981, Berlin, RDG) este un canoist german, medaliat olimpic. A participat la 6 ediții ale Jocurilor Olimpice (2000, 2004, 2008, 2012, 2016, 2020) în care a câștigat 2 medalii de aur, o medalie de argint și 2 medalii de bronz.